# Night of the Sacrifice
Night of the Sacrifice (Ikenie no Yoru) es un videojuego de terror hecho por Marvelous Entertainment para la videoconsola Wii. Hace uso de la Wii Balance Board.
Fue lanzado en Japón durante el mes de marzo de 2011.
No existe, hasta el momento, una versión para otras consolas, ni para el mercado occidental. Solo puede encontrarse en el idioma de origen.

## Argumento
Se ambienta en el Cañón de Tsukuyomi, un lugar encantado en el que en el pasado se ofrecieron sacrificios humanos a dioses paganos. Ahora, cinco estudiantes universitarios están de vacaciones en esa región, y van a descubrir cosas muy malas.

## Jugabilidad
El mando remoto de la consola se usará como una linterna, mientras que la Wii Balance Board es usada para moverse.
El juego nos llevará tanto a zonas exteriores como al interior de una mansión, que es donde se hospedan los estudiantes.